# Philagra major
Philagra major är en insektsart som beskrevs av Metcalf och James Heathman Horton 1934. Philagra major ingår i släktet Philagra och familjen spottstritar. Inga underarter finns listade i Catalogue of Life.